# Víbria
La víbria o vibra és un animal de la mitologia fantàstica medieval i popular, una femella del Drac.És bàsicament un drac però amb marcats caràcters femenins (com dues mamelles prominents) i ocellístics, com bec d'àliga amb urpes i ales de quiròpter. Té fama de malvada.

## Vibra medieval
L'origen d'aquesta curiosa manera de representar l'escurçó femella el trobem en les diverses traduccions del llibre "El Fisiòleg" (segle iv, Alexandria), d'on van sortir tot el reguitzell de bestiaris que es van escampar per Europa durant l'alta i la baixa edat mitjana. Potser la representació gràfica més reculada que trobem és al Bestiari de Berna del s. VIII on apareixen la parella de víbries (escurçons) mascle i femella. A partir d'aquí es poden trobar diverses representacions de víbries que intenten reproduir gràficament allò que recullen els "bestiaris".
En l'arquitectura romànica la víbria s'acostuma a representar en parella; el mascle (una serp amb cara d'home barbut) i la femella (una serp amb cara de dona que pareix, pel ventre obert, dos petits escurçons).
En la forma en què apareix la Vibria de Barcelona a les auques del S. XVIII en trobem en diversos llocs del sud d'Europa: a la Col·legiata de Sant Salvi (Albi, Occitània), a l'emblema de la Contrada de il Drago de Siena (Toscana) a la ciutat de Volterra en peces de marbre encarregades per l'emperador austríac Maximilià per a ser enviades al palau de Mèxic...
Pel que fa a la Víbria de Barcelona, des de 1399, segons es recull al Llibre de les Solemnitats, se l'ha anomenada de diverses maneres i amb diverses gràfies "lo Vibre", Brivia, Vibra, etc. però, sempre en referència a allò que es descriu als "Bestiaris Catalans" (segons recull R. Alòs Moner). Potser per aquest motiu se li atribueix el paper de fera quan es vol escenificar la llegenda de Sant Jordi. En els "bestiaris", la Víbria és un animal fantàstic que simbolitza l'infidel, per tant, no sembla estrany que quan sant Jordi ha de lluitar contra una fera "que han deixat els moros quan se'ls va fer fora" (llegenda de la cova del drac de Sant Llorenç) es recorri a la Víbria per a fer aquest paper.
Així doncs, amb aquesta càrrega simbòlica aquesta figura tan singular s'incorporà a la processó del Corpus i a festes reials com les coronacions, o a una de les més sonades canonitzacions de la Barcelona alt-medieval; la de Santa Maria de Cervelló.

## Símbol heràldic

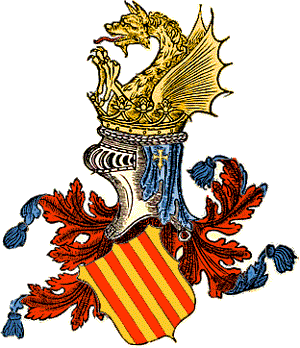
Escut de Pere el Cerimoniós coronat per un drac o vibra.

Al segle xiv, el rei Pere el Cerimoniós incorporà la vibra o drac a la seva Cimera Reial. Aquesta cimera que corona l'escut esdevingué hereditària a l'heràldica dels reis de la Corona d'Aragó, que l'empraren fins a Carles I. Actualment aquest símbol ha estat adoptat oficialment com a l'escut de la Generalitat Valenciana.
Hi ha teories que diuen que la vibra de la cimera reial ben aviat s'arribà a identificar amb un ratpenat o ratapinyada i en prengué també la forma.

## Víbries actives en elbestiari popular català
- Víbria Serrallenca de Tarragona
- Víbrieta de Tarragona (infantil)
- Víbria de Barcelona
- Víbria de Botafocs de Castelló de la Plana
- Víbria de Castellar del Vallès
- Víbria d'Igualada
- Víbria Jove d'Igualada (juvenil)
- Víbria de Manresa
- Tremenda de Manresa
- Víbria del Poblenou (Barcelona)
- Víbria de Reus
- Víbria de Nou Barris (Barcelona)
- Víbria Trempada de Badalona
- Víbria voladora Llacunalba de Canyelles
- Víbria Ciril·la de Canovelles
- Víbria del Vendrell
- Vibria de la Creu Alta

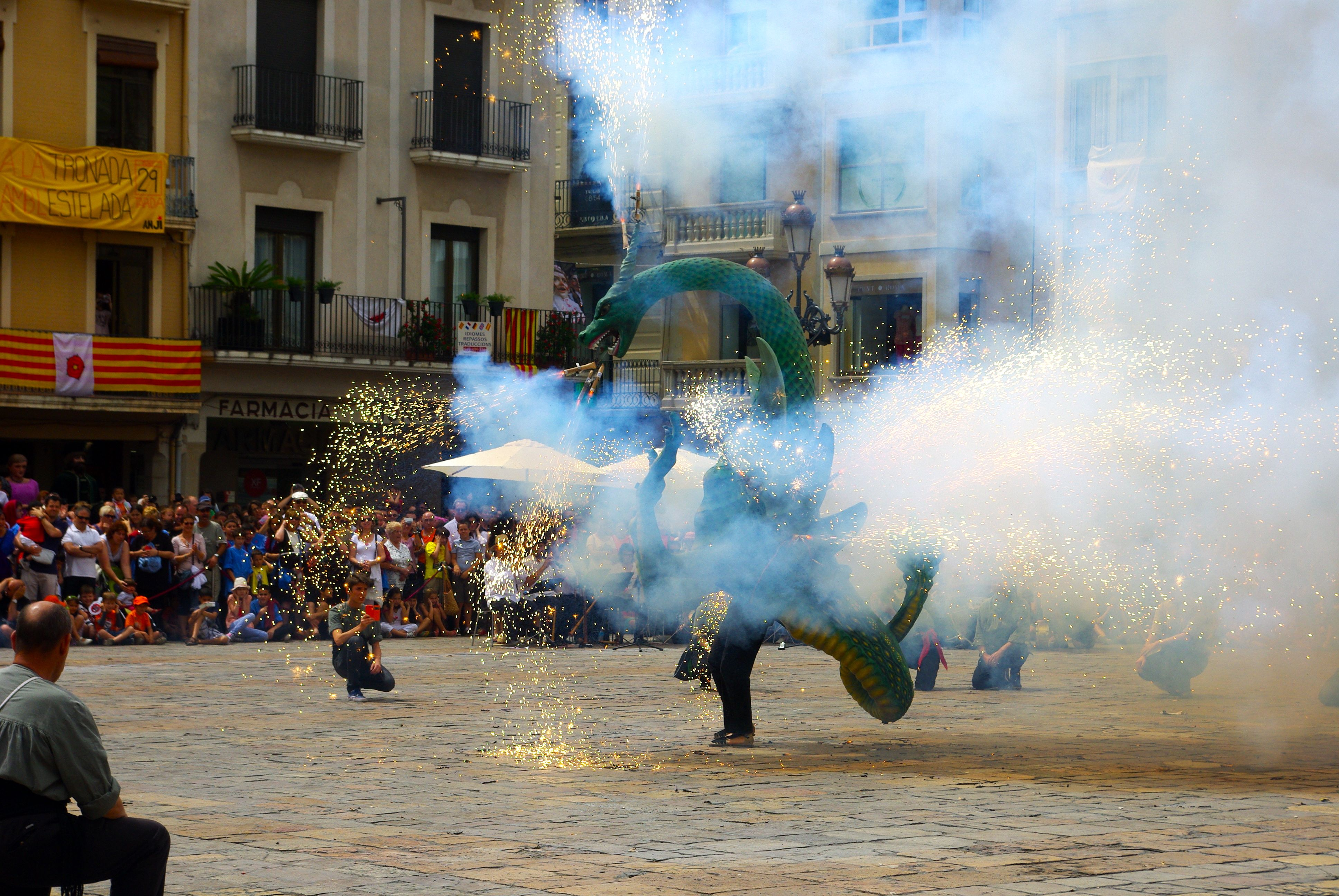
Vibria de Reus
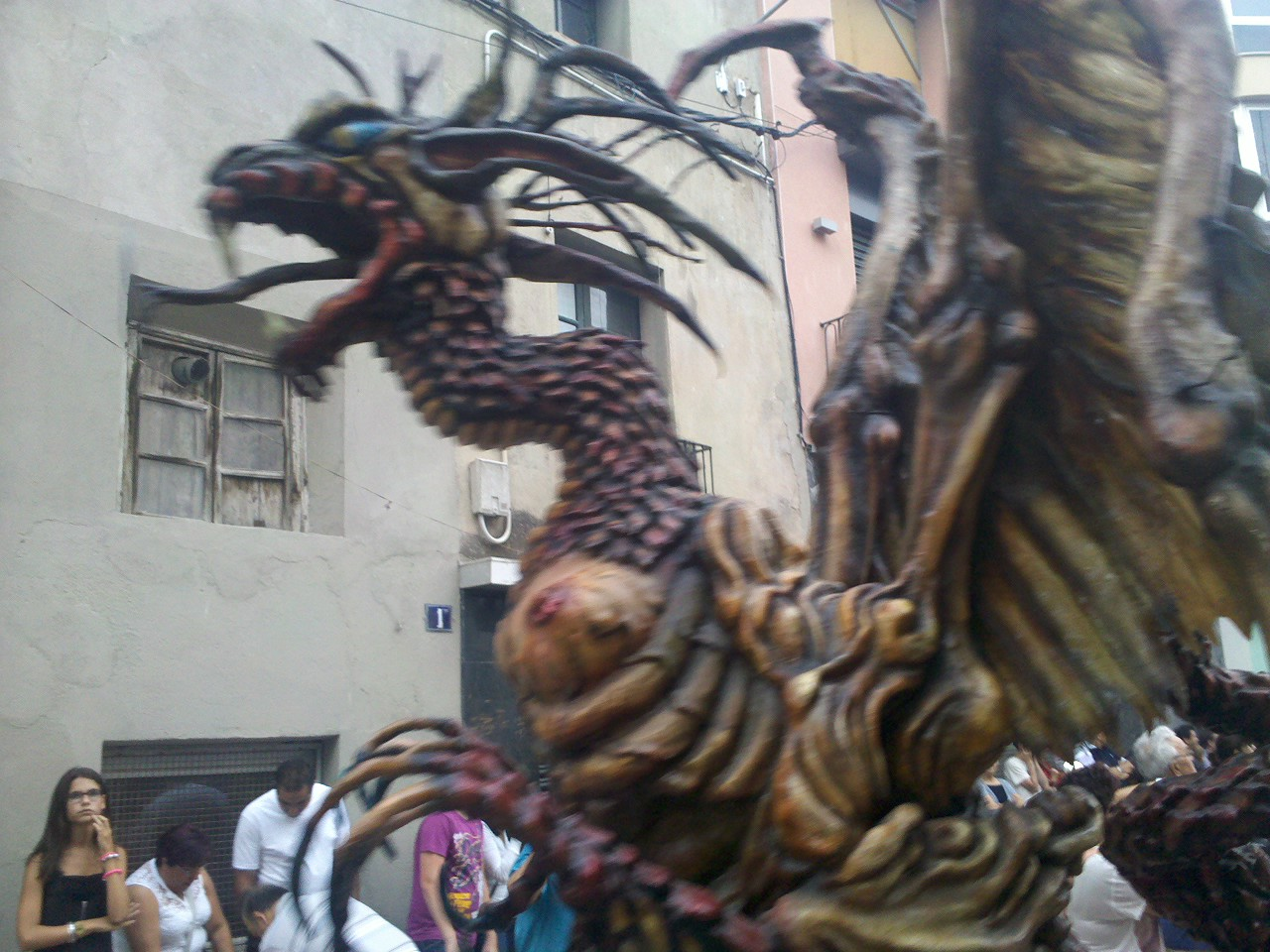
Víbria jove d'Igualada
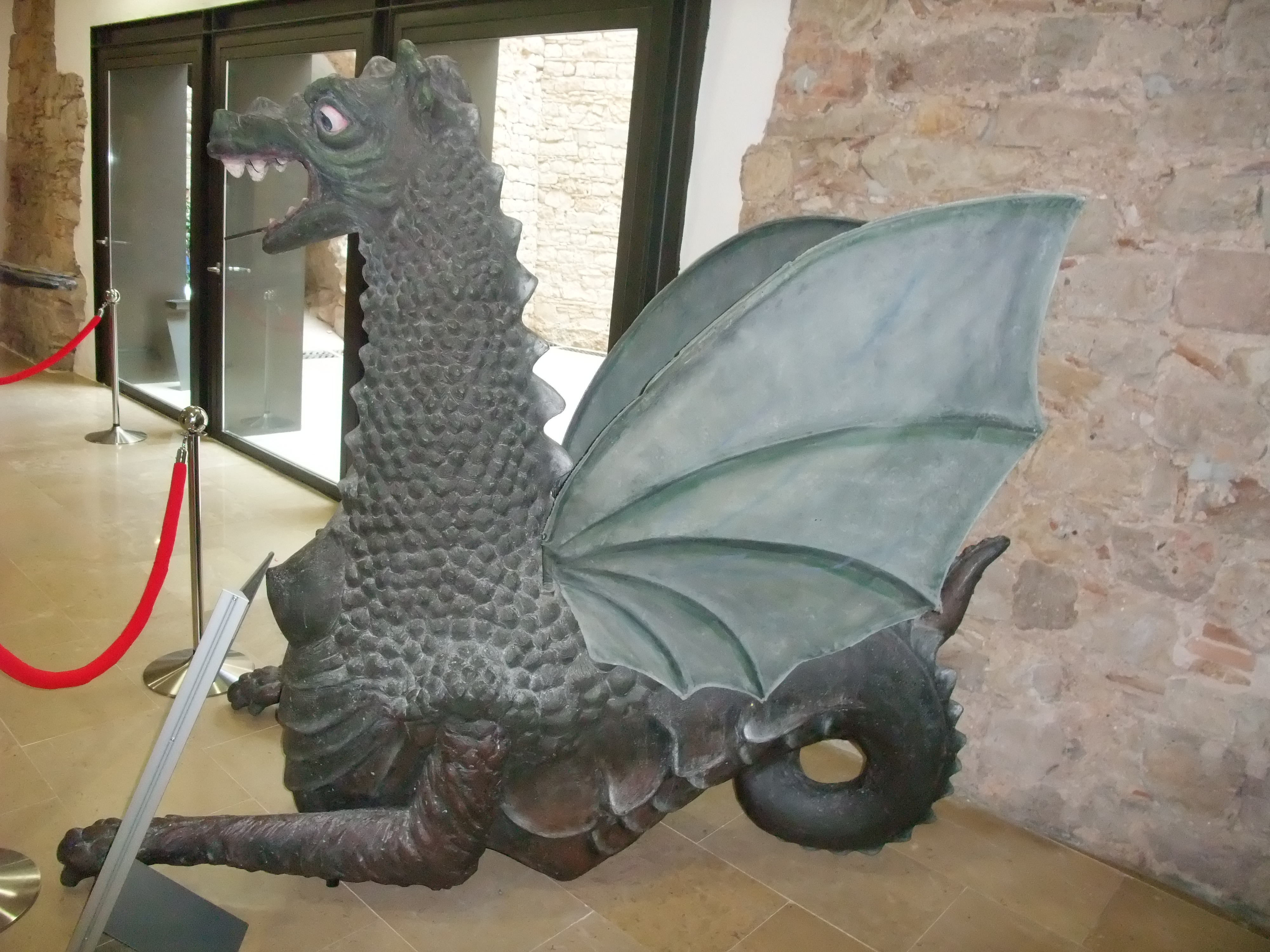
Víbria de Barcelona
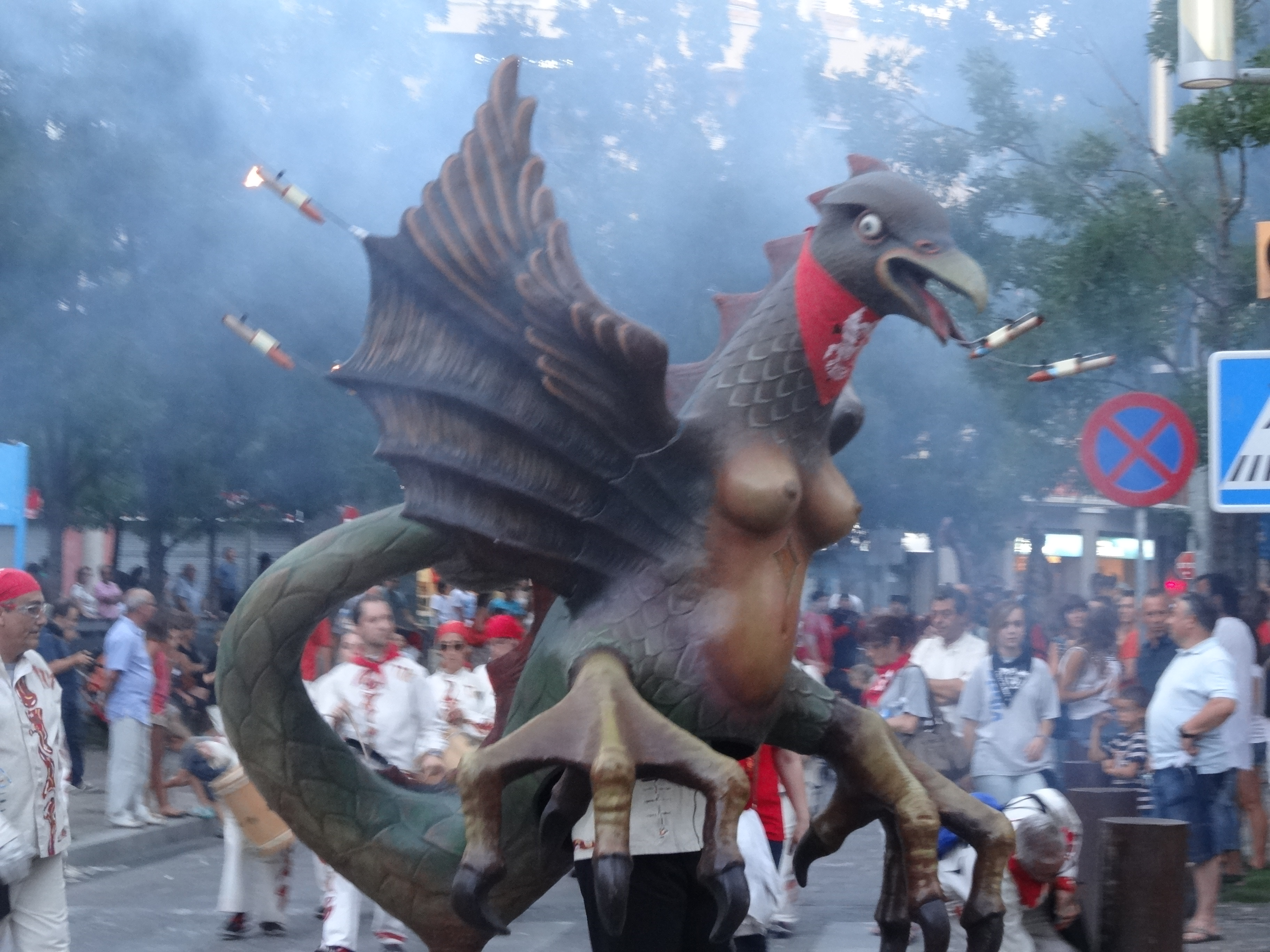
Víbria de Tarragona